# 연천읍
연천읍(漣川邑)은 연천군의 남동부에 위치한 군청 소재지로 연천군의 교통, 산업 중심지이다. 1945년 광복 이후 한국 전쟁 전까지는 38선 이북이었기 때문에, 분단과 전쟁의 상처를 많이 받은 곳이다.
연천콩은 오래전부터 유명하며, 보개산, 문인폭, 문인석, 훈암벽, 풍혈, 연취암, 운계동, 청학동 등과 군자산, 감악산, 용추, 칠중성, 숭의전, 한탄강 수영장 등이 있다.

## 행정 구역
| 법정리 | 한자명 | 행정리                             | 비고                   |
| ------ | ------ | ---------------------------------- | ---------------------- |
| 차탄리 | 車灘里 | 차탄1리, 차탄2리, 차탄3리, 차탄4리 | 읍 행정복지센터 소재지 |
| 현가리 | 玄加里 | 현가리                             |                        |
| 상리   | 上里   | 상1리, 상2리                       |                        |
| 와초리 | 瓦草里 | 와초리                             |                        |
| 옥산리 | 玉山里 | 옥산1리, 옥산2리                   |                        |
| 읍내리 | 邑內里 | 읍내리                             |                        |
| 동막리 | 東幕里 | 동막1리, 동막2리                   |                        |
| 통현리 | 通峴里 | 통현1리, 통현2리                   |                        |
| 고문리 | 古文里 | 고문1리, 고문2리                   |                        |
| 부곡리 | 釜谷里 | -                                  | 거주 인구 없음         |

## 주요 기관

### 관공서
- 연천군청
- 연천읍사무소
- 연천경찰서
- 연천경찰서 연천파출소
- 연천소방서 연천 119 안전센터
- 의정부지방법원 연천군법원
- 의정부지방법원 연천등기소
- 한국전력공사 연천지사
- 경기도연천교육지원청
- 연천농협 (본점)
- 연천농협 (상리지점)
- 농협은행 연천군지부 연천군청 출장소
- 한국국토정보공사 연천지사

### 교육 기관
- 연천초등학교
- 상리초등학교
- 연천중학교
- 연천고등학교

## 문화재
- 기황후 묘 - 상리 소재, 연천군 향토유적 제18호
- 연천 차탄리 고인돌 - 차탄리 소재, 경기도 기념물 제208호
- 연천 고인돌공원 - 통현리 소재, 연천군 향토유적 제7호

## 사진

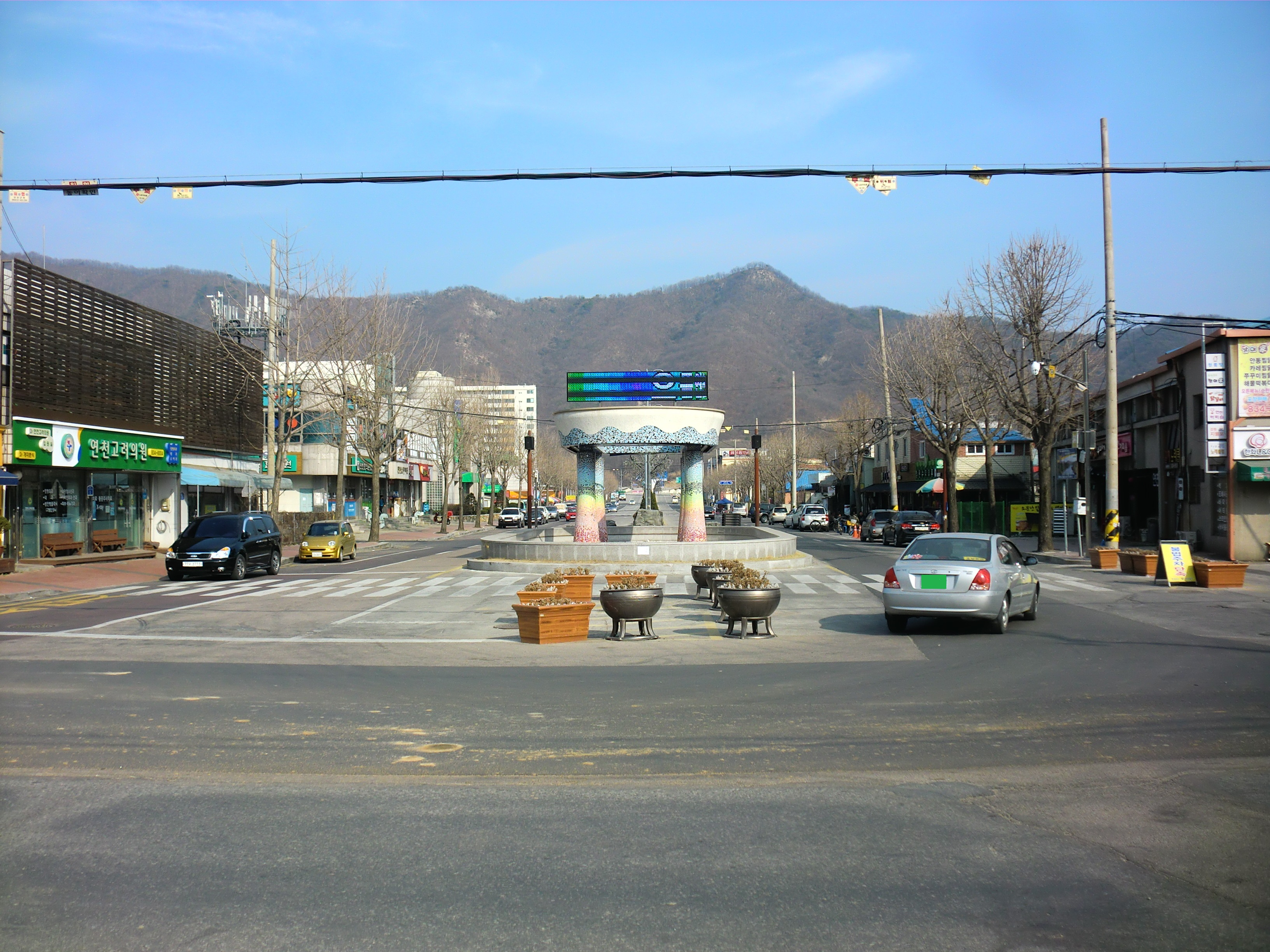
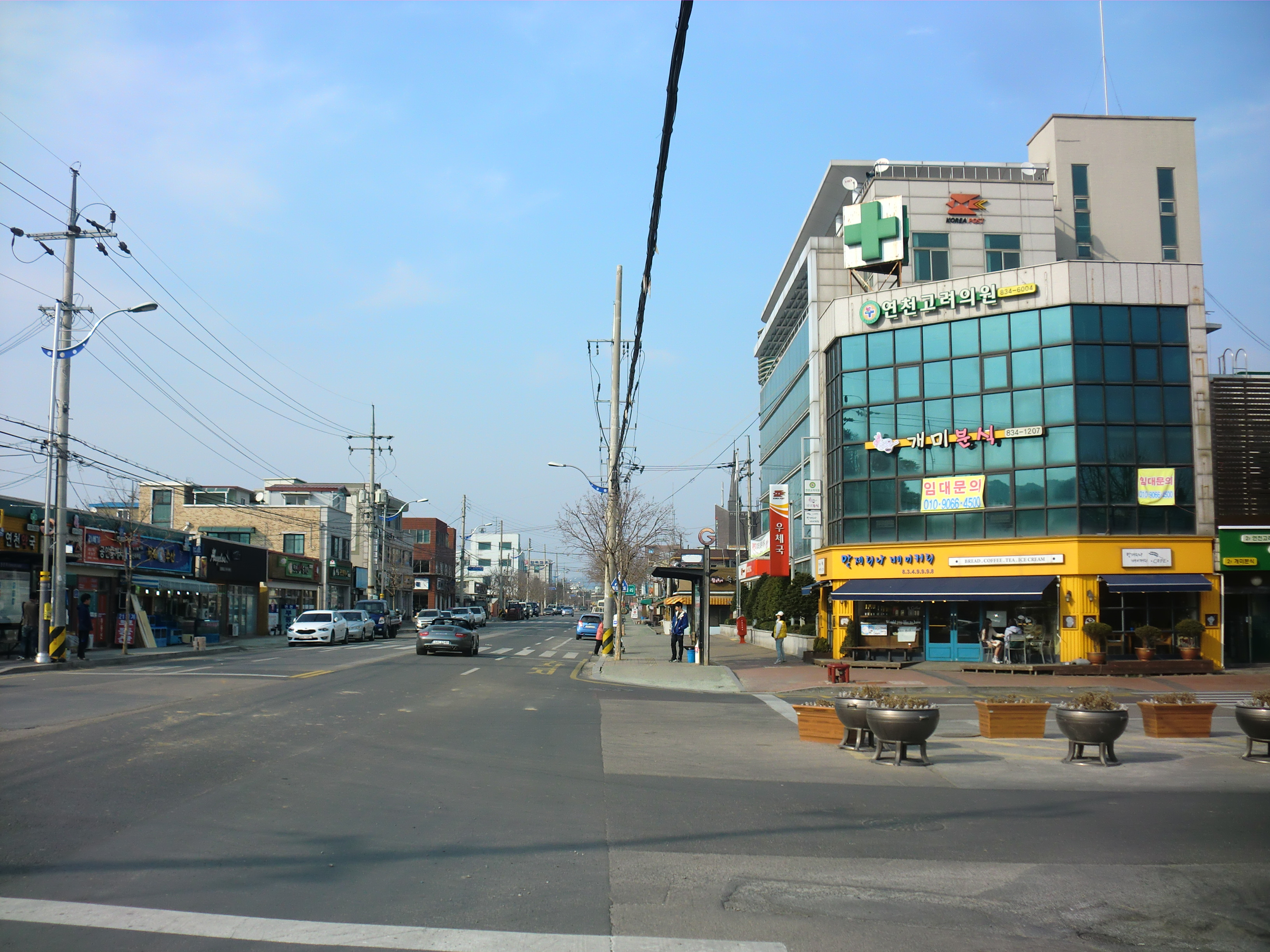

## 교통

### 도로
- 국도 제3호선
- 국가지원지방도 제78호선

### 철도
- 경원선 연천역, 신망리역

## 참고 문헌
- 이 문서에는 다음커뮤니케이션(현 카카오)에서 GFDL 또는 CC-SA 라이선스로 배포한 글로벌 세계대백과사전의 내용을 기초로 작성된 글이 포함되어 있습니다.